# Porta di Písek
La Porta di Písek (Písecká brána, anche nota come Porta Bruska o Bruská brána) è una porta di accesso alla città di Praga attraverso le fortificazioni barocche note come Mura di Maria. Si trova in mezzo ai baluardi di Santa Ludmilla e San Giorgio, nel distretto di Praga 6, nei pressi della stazione della metropolitana Hradčanská e della residenza estiva della regina Anna. Ad oggi è una delle quattro porte cittadine, facenti parte delle mura moderne, a non essere stata demolita. Data la sua importanza storica, è stata considerata un monumento cittadino e bene protetto (codice n°44513/1-482).

## Nome
Il nome deriva dal villaggio medievale di Písek, parola che in ceco significa "sabbia". In effetti questo insediamento sorgeva su una sponda sabbiosa della Moldava (vicino all'odierno ponte Mánes), prima della graduale demolizione (1620-1623) per lasciare spazio al Palazzo Wallenstein. In epoca medievale si accedeva a Písek passando attraverso una porta, poi demolita per non ostacolare l'espansione cittadina. Non bisogna, dunque, confondersi con il paese di Písek nella Boemia Meridionale.
Il nome alternativo e colloquiale è Porta Bruská, dove Bruská è l'aggettivo che si riferisce al ruscello Brusnice (in passato detto, appunto, Bruska), un piccolo tributario della Moldava nella Città Piccola di Praga.

## Storia
La Porta di Písek fu costruita nel 1721 dall'architetto italiano Giovanni Battista Alliprandi, seguendo il progetto di František Vogot ed incuneandola tra i bastioni di San Giorgio e Santa Ludmilla. Sul versante esterno alla città sono presenti degli stemmi militari scolpiti per intimorire gli avventori.
Nel 1741, durante la guerra di successione austriaca, il re dei cechi Carlo VII di Baviera giunse a Praga passando attraverso questa porta, dal momento che era protetta da semplici cittadini e studenti inesperti, una debolissima guarnigione. Oltre la porta si intersecavano numerose strade, alcune delle quali hanno mantenuto a grandi linee lo stesso tracciato tuttora. Si trattava, quindi, di uno snodo importante per muoversi all'interno di Praga e da/verso gli altri villaggi.
Curiosamente, questa porta e tante altre della città, almeno fino a metà Ottocento, chiudevano alle nove di sera, costringendo i ritardatari a pagare una multa per entrare in città.
L'importanza di questa struttura crebbe intorno al 1830-1831, quando nei pressi giunsero i binari della prima stazione ferroviaria cittadina. Ben presto, però, l'espansione urbana costrinse alla demolizione delle mura mariane, ormai desuete e prive di scopi bellici funzionali. Nel 1898 le ali laterali della Porta di Písek furono abbattute, ma il resto dell'edificio fu preservato grazie alla tenacia di alcuni cittadini, intenzionati a difendere le "antichità" di Praga e a conservarne l'aspetto più tradizionale. Tramite una serie di petizioni e battaglie legali, nel 1903 riuscirono a salvaguardare la porta, lasciando che soltanto una parte della struttura venisse ripensata per far fronte al crescente traffico di veicoli.
Dopo un periodo di incuria e a seguito dei danni riportati dalla città durante la Seconda guerra mondiale, la porta necessitò di restauri e ricostruzioni, eseguiti dal 2000 al 2002 e nuovamente nel 2014 per ripristinarne l'aspetto originale. Il terreno intorno fu scavato per riportare in superficie i resti della struttura originale.
Al giorno d'oggi in questo edificio si trovano una galleria d'arte e un caffè ed è una location per molti matrimoni. Dal 2019, infine, è presente una scultura ad opera dell'artista Martina Hozová.

## Galleria d'immagini

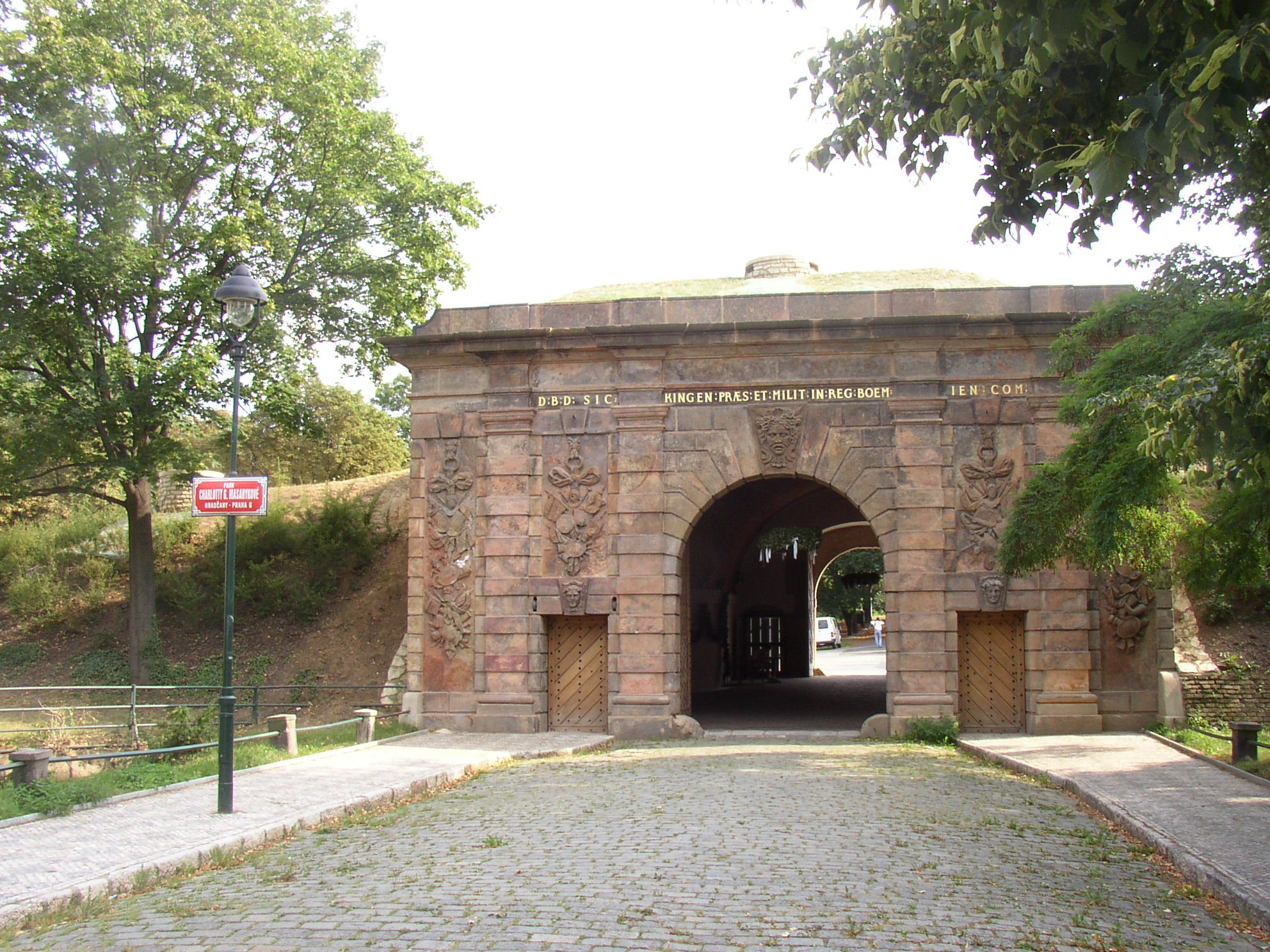
La porta aperta
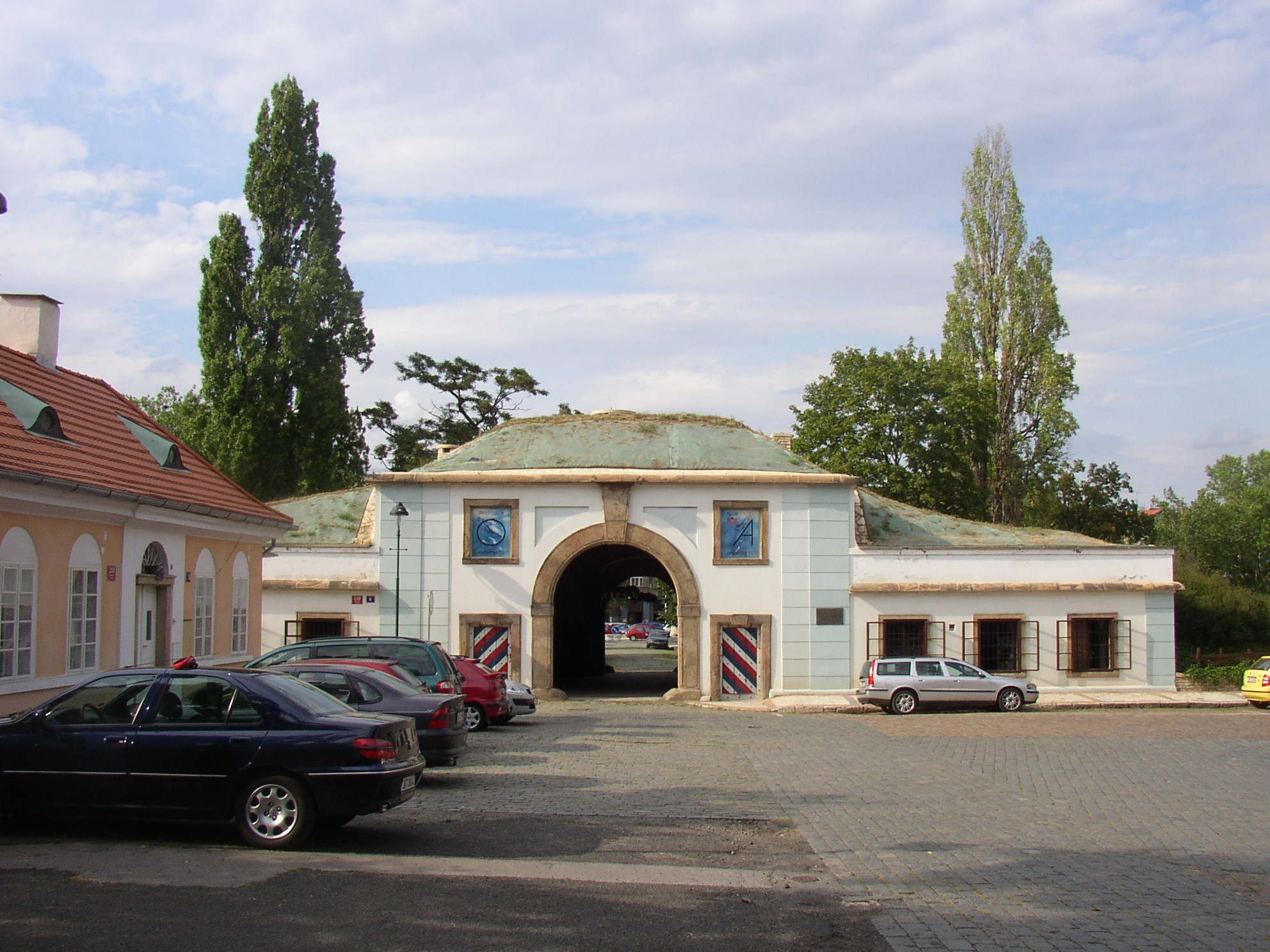
La porta dal lato interno alla città
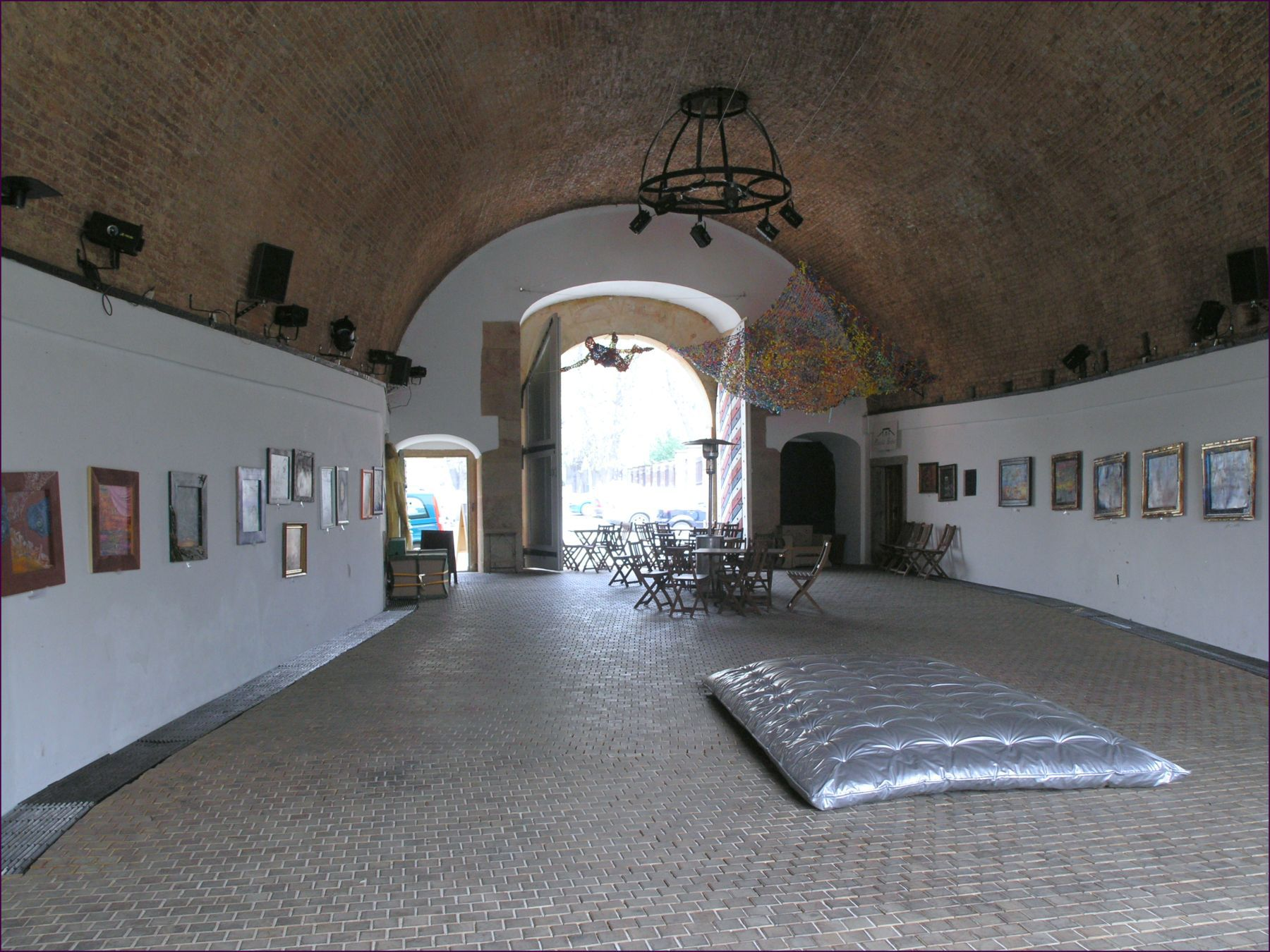
La galleria d'arte
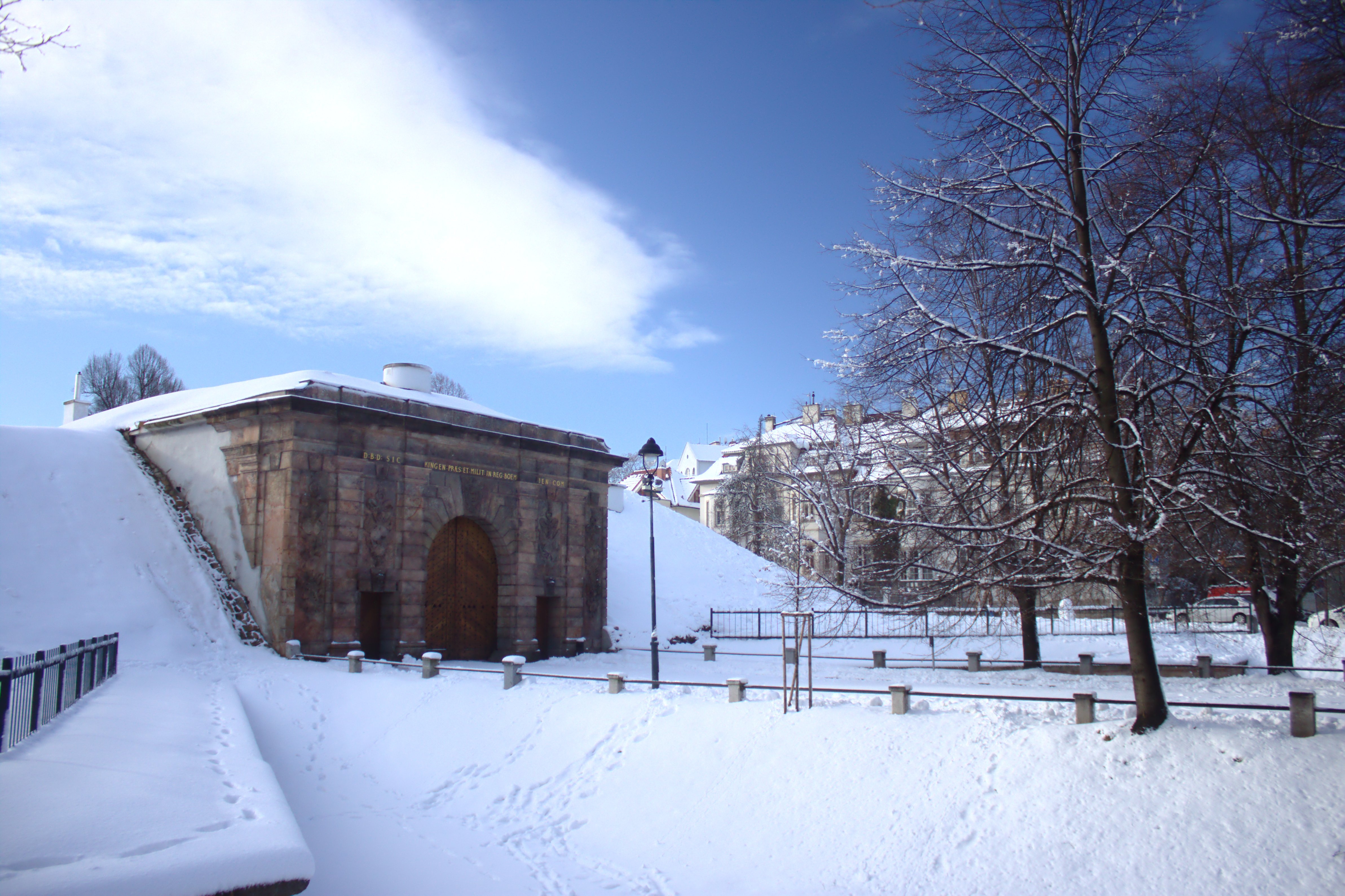
La porta innevata
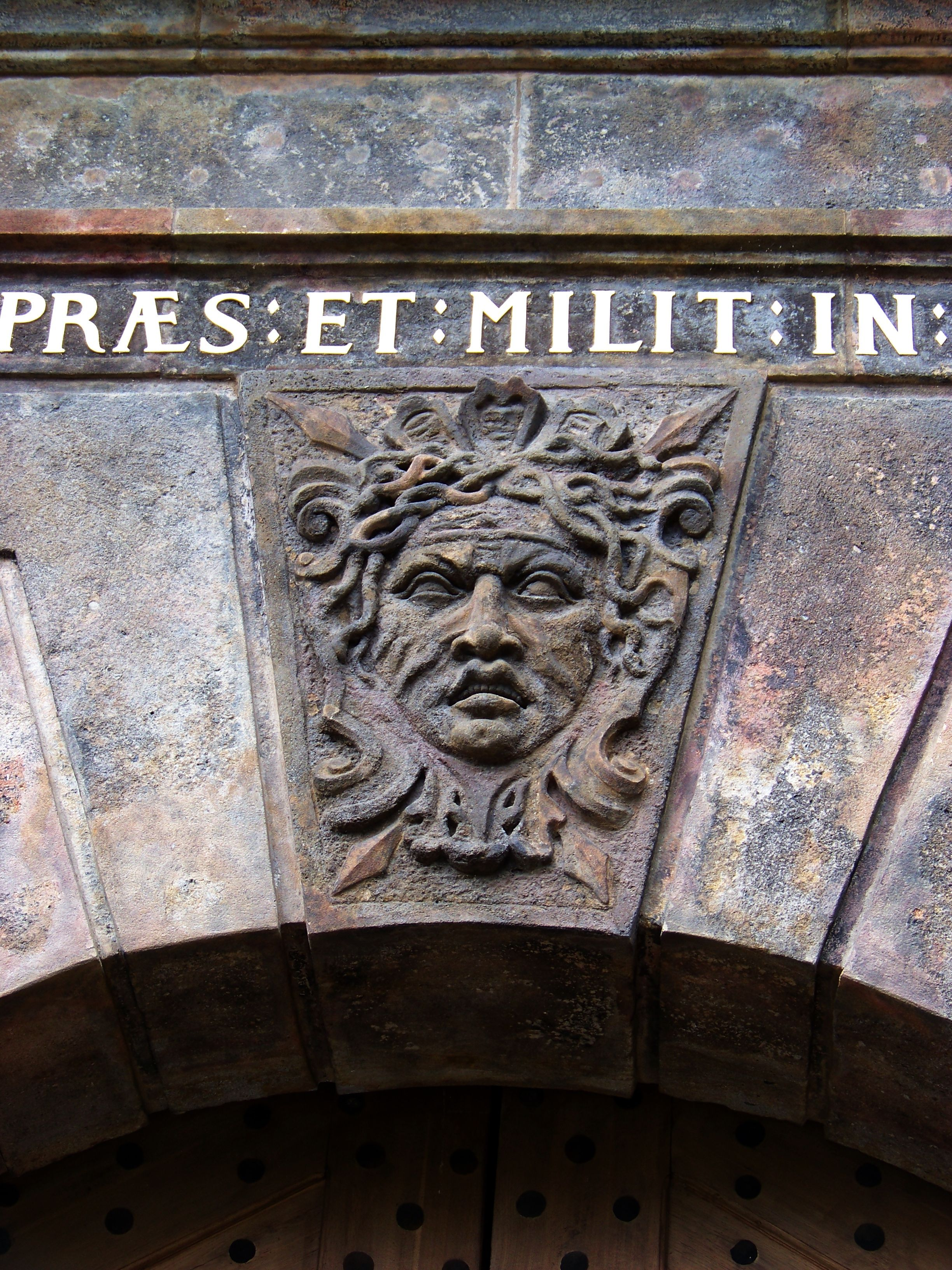
Uno dei simboli scolpiti